# George Allen (politico)
George Felix Allen (Whittier, 8 marzo 1952) è un politico statunitense, senatore per lo stato della Virginia dal 2001 al 2007 ed in precedenza governatore dello stesso stato dal 1994 al 1998.

## Biografia
Fu il sessantasettesimo governatore della Virginia. Suo padre fu George Herbert Allen, allenatore che prestò servizio nella National Football League. Studiò all'università della Virginia.
Si sposò due volte:
- Anne Patrice Rubel Allen, giugno 1979, da cui divorziò nel 1983.
- Susan Brown Allen sposata nel 1986, da cui ebbe 3 figli: Tyler, Forrest e Brooke.